# Fritz Jacobi (Sportfunktionär)
Fritz Jacobi  (* 14. August 1902 in Flittard, heute zu Köln; † 2. Juli 1974) war ein deutscher Manager und Sportfunktionär. Er war Vorstandsmitglied der Bayer AG und Vereinsvorsitzender des SV Bayer 04 Leverkusen. Zudem war Jacobi Gründungsvorsitzender des RTHC Bayer Leverkusen.
Das Manforter Stadion wurde nach ihm benannt.